# 黃紹瑀
黄绍瑀（1926年9月—2012年），四川省 (中華民國)合川县人，中国鱼类生物学家、教授级高级工程师，长期从事水产学科学研究和教育事业。曾任北京市水产科学研究所（Beijing Fisheries Research Institute）所长、中国水产学会科普委员会主任委员、三北地区渔业协会秘书长等职务，享受国务院政府特殊津贴。
他提出了解决中国鱼苗供给问题的根本途径，主持的草鱼和鲢鱼、鳙鱼人工繁育工作被列为国家科委成果[[登记00054号。

## 经历
1926年：出生于四川省 (中華民國)合川县，父亲黃雲龍是中国爱国实业家，民生轮船公司（现民生集团的前身）联合创始人之一，祖父黄石斋是一名私塾老师。
193？年：考入上海水产学院（上海海洋大学前身）
1954年：调入北京市农林局(北京市农业局、北京市林业局前身)，筹划和创建北京市水产科学研究所（Beijing Fisheries Research Institute）；

## 职务
1958-？：北京市水产科学研究所（Beijing Fisheries Research Institute）所长；
1984-1996年：北京市人民政府渔业顾问组组长；
1983-1990年：中国水产学会常务理事；
1986-1992年：北京市科学技术协会委员；

## 荣誉
1959年：北京市农业科学院先进工作者等荣誉称号；
1985年：中国科学技术协会先进工作者；
1984年：“网箱养鱼”被列为北京市重点项目、北京市进步二等奖；
1988年：“池塘养鱼万亩、千斤项目”获农业部丰收计划等奖项；
1991年：北京市科学技术协会荣誉证书；

## 科学贡献
1953年：主持广西浔江鱼苗资源调查，编写《浔江鱼苗资源调查报告》，摸清了浔江鱼苗资源分布、种类、数量、影响产量因素等情况，提出了开发意见。
1956年：主持西江鲥鱼人工增殖的研究，成功完成了鲥鱼人工授精孵化试验。研究成果被纳入水产大专院校教科书《陆渔业增殖学》。
1961年：主持草鱼和鳙鱼、鲢鱼的亲鱼培育、成鱼饲养、苗种繁殖、培育等系列技术成功，被列为中华人民共和国科学技术部国家科委成果登记00054号，鱼繁2号、3号。
197？年：主持北京地区虹鱒的引种、饲养、繁殖技术研究，获得多项技术成果。
1984年：接受国家委托执行中国和苏联科学技术合作协定，向苏联、阿富汗输送夏花草鱼。

## 出版物
《讨论我国四大家鱼人工授精孵化工作》（1953）
《微山湖渔业》（1953）
《西江鲥鱼繁殖问题的调查和研究》（1956）
《岱海渔业开发利用报告》
《北京地区草、鲢、鳙家鱼人工繁殖技术总结》（1961）
《池塘养鱼》（1982）
《北京集约化养鱼发展的方向及途径》
《养殖虹鳟鱼与水质的关系》
《充分利用资源发展北京市的养鱼生产》
《在节水中发展我市的养鱼事业》